# Football Manager 2014
Football Manager 2014 (также Football Manager 14, или FM14) — компьютерная игра, симулятор футбольного менеджмента, часть серии Football Manager. Игра разработана компанией Sports Interactive, выпущена Sega 30 октября 2013 года на платформы Windows, Mac OS X и Linux. Портативная версия под названием Football Manager Handheld 2014 была выпущена для iOS и Android 14 ноября 2013 года. 11 апреля 2014 года была выпущена версия PlayStation Vita под названием Football Manager Classic 2014.

## Разработка
Игра была анонсирована 14 августа 2013 года на официальном сайте Football Manager. Бета-версия игры была доступна для скачивания за 2 недели до выхода игры, эксклюзивно для тех, кто предварительно заказал полную версию игры. Версия PlayStation Vita под названием Football Manager Classic 2014, в отличие от других карманных версий предыдущих выпусков в имело 3D просмотр футбольных матчей. Эта версия предназначена для более быстрого игрового прогресса, чем версия для Windows.
Одной из новых функций Football Manager 2014 является поддержка Steam Workshop. Что позволит найти бесплатный контент для игры, или делиться своей тактикой, скинами, лигами и обновлениями данных, наборами, логотипами и настраиваемыми параметрами базы данных.

## Геймплей
Football Manager 2014 оснащен обновленным модулем, в котором противостоящие друг другу клубы и менеджеры применяют более реалистичный подход при составлении предложений по трансферу или аренде. Кроме того, был добавлен ряд новых «условий реального мира», таких как возможность вернуть игрока обратно в клуб, в котором он только что был куплен, новые условия контракта.
Улучшено взаимодействие между игроками, менеджерами, их соперниками и средствами массовой информации. Например, члены тренерского штаба теперь предлагают отзывы о том, как играют резервные и молодежные игроки. Менеджеры могут также попросить ключевых игроков поговорить с несчастными членами команды, в то время как введение встречи в конце сезона позволяет менеджеру дать команде знать, как они выполнили задачи и установить цели на предстоящий сезон. Контрактные переговоры более реалистичны в игре, поскольку менеджеры и советы могут теперь предъявлять требования и излагать свои видения для клуба как в первоначальных собеседованиях, так и в обсуждениях возобновления контрактов.
Система новостей была переработана, поэтому менеджеры теперь могут иметь дело со многими вопросами в клубе непосредственно из своего почтового ящика. Кроме того, новости теперь имеют цветовую маркировку, основанную на категории, и содержат более подробные сведения — например, отчеты скаута теперь отображаются в виде отдельной новостной статьи с верхним отчетом по всем игрокам и возможностью сделать предложение для каждого из этих игроков.
Механизм матча обладает значительными улучшениями, в том числе улучшенным искусственным интеллектом, улучшенным освещением и анимацией игроков, индивидуальными персонажами и наборами моделей, более реалистичной реакцией игроков на инциденты на поле. Создание тактики, выбор игровыми ролей и командные стратегии, определяемые роли для игроков на нескольких позициях были также переработаны.
В общей сложности 51 изначально играбельных стран и 117 играбельных лиг. Редактор позволяет игрокам добавлять любые лиги нижнего уровня в существующие лиги, а также создавать новые.

## Критика
| Сводный рейтинг | Сводный рейтинг                           |
| Агрегатор       | Оценка                                    |
| --------------- | ----------------------------------------- |
| GameRankings    | (PC) 83,36 % (iOS) 80,00 % (Vita) 69,67 % |
| Metacritic      | (PC) 85/100 (Vita) 67/100                 |

Football Manager 2014 получил в основном положительные отзывы. PC версия игры получила 85/100 от Metacritic.
12 февраля 2014 года было объявлено, что игра была номинирована на премию BAFTA в категории «Лучшие спортивные игры».
По состоянию на 31 марта 2014 года, было продано 790 000 копий игры в Европе и Северной Америке.